# Faltenbalg

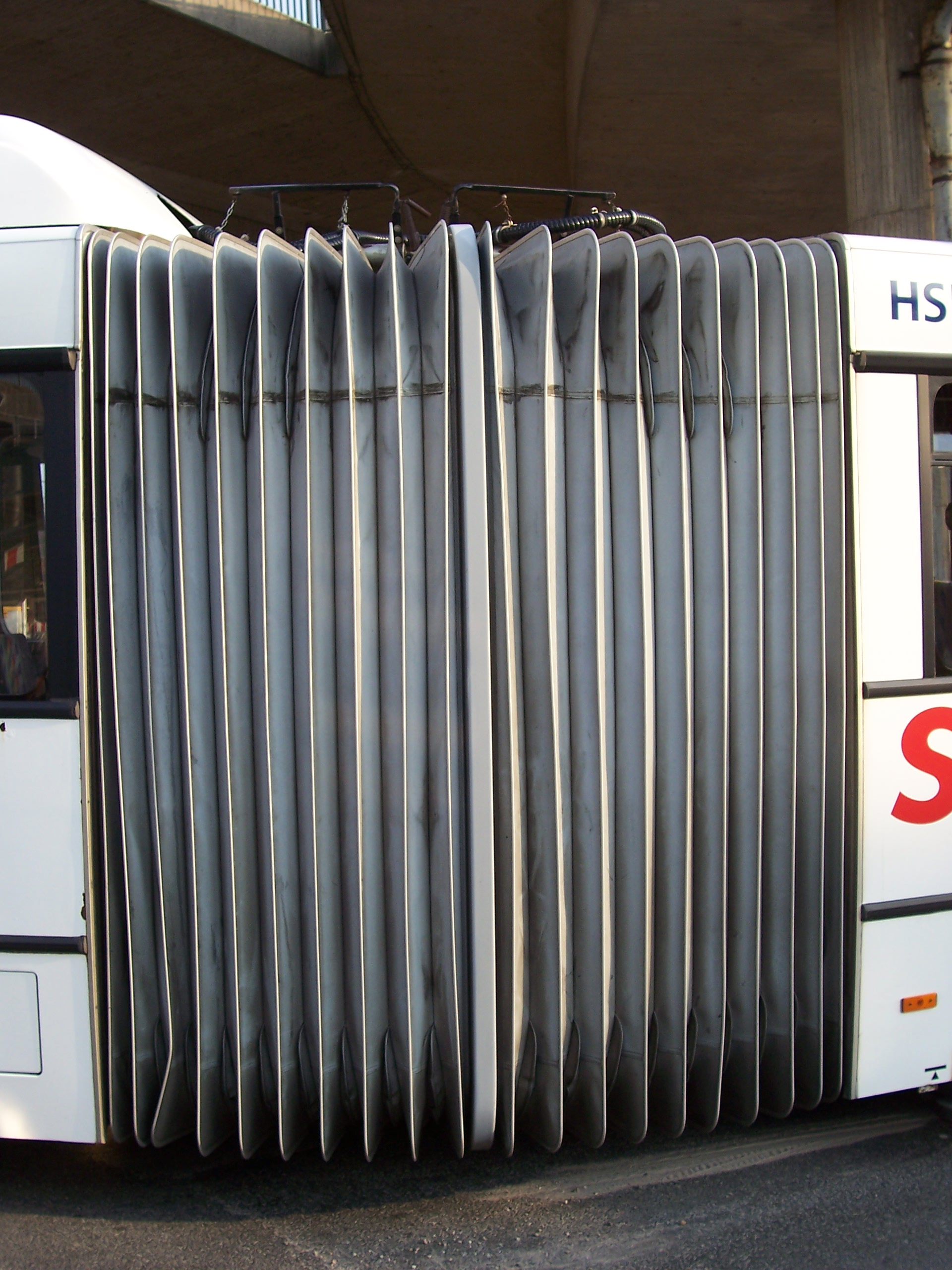
Faltenbalg an einem Gelenkbus

Faltenbalg bezeichnet einen elastischen, sich „ziehharmonikaartig“ zusammenfaltenden Schlauch aus Gummi, Kunststoff oder Leder, der zum Schutz über sich mechanisch ineinanderschiebenden Maschinenteilen angebracht wird, um sie vor Fremdeinflüssen, insbesondere Verschmutzung zu schützen und gegenüber der Umgebung abzudichten.

## Faltenbalg zur Abdichtung bei Waschmaschinen
Zur Abdichtung der beweglichen und rotierenden Wäschetrommel gegenüber dem Gehäuse und dem Laugenbottich kommt auch ein Faltenbalg zum Einsatz. Der Faltenbalg ist bei Waschmaschinen ein typisches Verschleißteil.

## Faltenbalg zur Belüftung beweglicher Maschinenteile
Ein Faltenbalg dient auch der Luftführung zwischen zwei gegeneinander beweglichen Maschinenteilen, etwa zur Kühlung – beispielsweise zwischen den Kühlgebläsen im Wagenkasten einer Elektrolokomotive und den Fahrmotoren im beweglichen Drehgestell. 

## Faltenbalg bei Schienenfahrzeugen und Bussen
Bei Schienenfahrzeugen werden Faltenbälge eingesetzt, um Wagenübergänge vor Wetter und Zugluft zu schützen. Zuerst wurden Faltenbälge in Europa ab 1892 bei Durchgangszügen verwendet.
Diese Faltenbälge können durch eine Spannvorrichtung in den Wagen mit Gummiwülsten mit diesen verbunden werden. Seit den 1950er Jahren werden anstelle der Faltenbälge zunehmend Gummiwulstübergänge eingesetzt, die einfacher und kürzer gebaut sind und keine Handarbeit zum Verbinden und Trennen benötigen. Diese Wagenübergänge sind in der UIC 561 beschrieben.
Bei Triebzügen, deren Einzelwagen nur selten getrennt werden müssen, Gelenkfahrzeugen sowie bei Reisezugwagen für Schmalspurstrecken mit engen Bögen werden Faltenbälge auch heute noch eingebaut.
Irrtümlich werden Wellenbälge (querversatzgeeignet bei Wagenenden über Kurzkupplung) als Faltenbälge bezeichnet.
Bei Gelenkomnibussen, Gelenkoberleitungsbussen und Straßenbahngelenkwagen deckt ein Faltenbalg das Gelenk zwischen den Wagenkästen der Fahrzeuge ab. Man darf sich an Faltenbälgen nicht anlehnen.

## Faltenbälge an der Motorrad-Telegabel

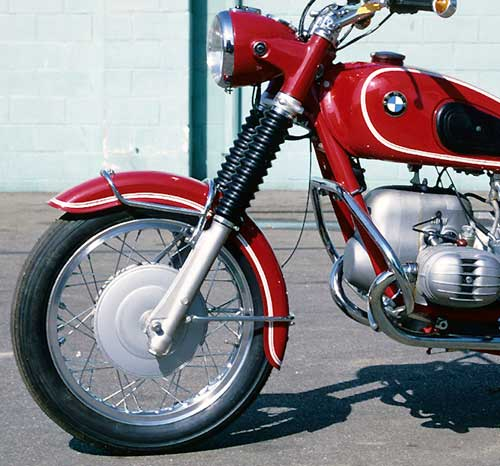
BMW-Motorrad mit Faltenbälgen

Historisch fanden sich beim Motorrad oft zwei Faltenbälge an der Motorradgabel, um die Gabeldichtringe zu schützen.

## Metallischer Faltenbalg
Dünnwandige metallische Faltenbälge mit gerundeten Wellen werden als Kompensationselemente im Druckbehälter- und Rohrleitungsbau eingesetzt.

## Faltenbälge als Führungsbahnschutz
Faltenbälge werden auch an Maschinen aller Art zum Schutz von Führungsbahnen und Spindeln eingesetzt.

## Faltenbälge bei Pkw-Anhängern
Faltenbälge werden am Auflaufteil als Schutz des Stoßdämpfers bei Anhängerdeichseln eingesetzt.

## Faltenbälge bei Ventilen
Bei Ventilen für die Verwendung in der chemischen Industrie werden Faltenbälge zum hermetisch dichten Abdichten von bewegten Ventilbauteilen gegenüber stationären Bauteilen verwendet.